# کفش‌دوزک (فیلم)
«کفش‌دوزک» (انگلیسی: Ladybugs) یک فیلم سینمایی آمریکایی در ژانر کمدی ورزشی به کارگردانی سیدنی جی. فیوری است که در سال ۱۹۹۲ منتشر شد. از بازیگران آن می‌توان به جاناتان برندیس، وینسا شا و آیلین گرف اشاره کرد.